# Nokia 1112
Nokia 1112 thuộc mẫu điện thoại  GSM được sản xuất bởi Nokia. Mẫu 1112 ra mắt vào năm 2006.
Với đồ họa và bàn phím số cỡ lớn, nó được ra mắt để hướng tới những người sử dụng điện thoại lần đầu.
Nó hoạt động trên các dải băng tần  GSM-900/1800 và  GSM-850/1900.